# Rekonq
Rekonq — легковаговий веббраузер, що базується на рушії WebKit (QtWebKit) і технологіях KDE.  Браузер Rekonq розвивається в напрямку побудови повнофункціонального браузера для KDE, який міг би конкурувати з Konqueror і з часом зайняти місце типового веббраузера KDE.  У багатьох дистрибутивах Linux, які використовують оточення KDE, включаючи Kubuntu і Chakra, Rekonq використовується за умовчанням.
Базові можливості Rekonq: 
- Заснований на вкладках (табах) інтерфейс;
- Реалізація домашньої сторінки (аналог speeddial з Opera), на якій відображаються кнопки для відкриття обраних сайтів, останні закриті таби, історія роботи і закладки;
- Підтримка користувацьких сесій і відновлення відкритих табів в разі аварійного закриття браузера;
- Використання для звантаження файлів підсистеми завантаження з KDE;
- Можливість спільного використання закладок з Konqueror;
- Повна інтеграція з KDE-підсистемою KIO, яка використовується для отримання налаштувань роботи через проксі, зберігання cookie;
- Режим анонімної навігації по мережі;
- Підтримка інспектування вмісту вебсторінок;
- Підтримка читання підписок у форматі RSS;
- Можливість відновлювати випадково закриті вкладки;
- Підтримка KWallet, що дозволяє використовувати збережені паролі спільно з Konqueror;
- Механізм AdBlock для блокування настирливої реклами;
- Режим керованого завантаження контента, оброблюваного плагінами (наприклад, для перегляду Flash-ролика з'являється кнопка "clickToFlash");
- Підтримка синхронізації між декількома машинами паролів, закладок та історії відвідувань;
- Підтримка виконання вебзастосунків, кожен з яких виконується в окремому процесі з мінімалістичним інтерфейсом без елементів управління (без панелі управління, адресного рядка тощо) у вигляді, наближеному до вікон локальних програм.

## Виноски
1. ↑  rekonq authors. Процитовано 4 лютого 2011.
2. ↑  Andrea Diamantini (2 грудня 2008). rekonq 0.0.1. Kde-announce-apps (Список розсилки). Архів оригіналу за 17 липня 2011. Процитовано 14 жовтня 2010.
3. ↑  Andrea Diamantini. rekonq license. Архів оригіналу за 17 лютого 2019. Процитовано 4 лютого 2011..